# Livermore Falls (Maine)
Livermore Falls es un pueblo ubicado en el condado de Androscoggin en el estado estadounidense de Maine. En el Censo de 2010 tenía una población de 3.187 habitantes y una densidad poblacional de 60,26 personas por km².

## Geografía
Livermore Falls se encuentra ubicado en las coordenadas 44°26′42″N 70°8′16″O / 44.44500, -70.13778. Según la Oficina del Censo de los Estados Unidos, Livermore Falls tiene una superficie total de 52.89 km², de la cual 50.97 km² corresponden a tierra firme y (3.62%) 1.92 km² es agua.

## Demografía
Según el censo de 2010, había 3.187 personas residiendo en Livermore Falls. La densidad de población era de 60,26 hab./km². De los 3.187 habitantes, Livermore Falls estaba compuesto por el 96.14% blancos, el 0.35% eran afroamericanos, el 0.25% eran amerindios, el 0.28% eran asiáticos, el 0% eran isleños del Pacífico, el 0.91% eran de otras razas y el 2.07% pertenecían a dos o más razas. Del total de la población el 2.23% eran hispanos o latinos de cualquier raza.